# Batia samosella
Batia samosella is een vlinder uit de familie sikkelmotten (Oecophoridae). De wetenschappelijke naam is voor het eerst geldig gepubliceerd in 2003 door Sutter.
De soort komt voor in Europa.